# Île de la Possession

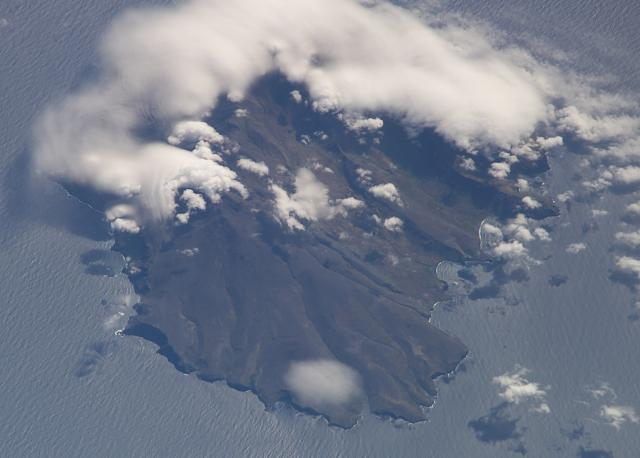
Île de la Possession z vesmíru

Île de la Possession je ostrov v jižní části Indického oceánu, je největším ostrovem distriktu Crozetovy ostrovy. Distrikt je součásti francouzského zámořského teritoria s názvem Francouzská jižní a antarktická území (TAAF). Ostrov nemá trvale obyvatele, přebývá na něm pouze 20 až 30 polárníků z vědecké základny Alfred Faure.

## Situace
Sopečný ostrov s francouzským jménem Île de la Possession o výměře cca 150 km² vytváří společně s o něco menším ostrovem Île de l’Est o ploše 130 km², vzdáleném jen 18 km, východní skupinu souostroví. Nachází se na jihu Indického oceánu poblíž tradiční námořní trasy vedoucí z jihu Afriky (od které je vzdálen cca 2000 km) do Austrálie nebo Jihovýchodní Asie. V poledníkovém směru se nalézá téměř v polovině vzdálenosti mezi Madagaskarem a Antarktidou.
Terén ostrova je velmi nerovný a nepravidelný, je posetý strmými srázy. Je zhruba rozdělen centrálním hřebenem na dvě nestejně rozlehlé části. Východní je charakterizována hřebeny, čedičovými plošinami a ledovcovými údolími skloněnými mírně k moři. Jsou zde patrné stopy po zalednění a cestách ledovců pohybujících se směrem k úpatí. Západní část je často pokryta svahy se sklonem až 40° a velikými čedičovými bloky. Nachází se zde i nejvyšší hora Pic du Mascarin.

## Geologie
Samotný ostrov je po stránce geologické stratovulkán, vznikal nejméně v pěti etapách. Po prvé etapě podmořského soptění, tehdy vychrlená horninu je nyní ponořena, následovala před 9 až 1,3 milióny let etapa druhá při které se vulkán zvedl nad hladinu. Před 1 až 0,5 milióny let (v pleistocénu) následoval třetí výlev lávy patrný nejvíce na západě ostrova, tloušťka vylité lávy byla asi 800 m. Při čtvrté etapě se v dané oblasti silně zvedla zemská kůra, vznikaly čedičové plošiny a po ní následovala silná doba ledová která zanechala stopy po posunech ledovců. Z poslední fáze výtrysku roztavené horniny, před méně než 100 tisíci léty, jsou patrné krátery a zborcené jícny sopek. Ostrov je stále veden jako potenciálně aktivní sopka.
Ostrov je společně s ostatními ostrovy Crozetova souostroví usazen na podmořské náhorní plošině o rozloze cca 4500 km² (Crozet Plateau), jejíž stáří se odhaduje na 70 až 80 mil. let.

## Historie
Ostrov objevil v roce 1772 francouzský průzkumník Marc-Joseph Marion Dufresne. Jako prvý na ostrov vstoupil Julien Crozet který ostrov zabral pro francouzského krále Ludvíka XV. V roce 1776 ostrov spatřil a pojmenoval britský mořeplavec James Cook. V 19. století byl ostrov často navštěvovány lovci tuleňů, kteří způsobili okolo roku 1935 jejich vyhubení v celém souostroví, a lovci velryb. Během prvé poloviny 20. století se začalo s mapováním a vědeckým průzkumem, konala se zde také hvězdářská pozorování.
Ostrov se stal několikráte záchrannou stanicí pro ztroskotané lodě, jejichž četnost byla nemalá. Po roce 1923 a opětovným potvrzením suverenity Francie nad souostrovím byly tyto připojeny jako depandance k Madagaskaru. Roku 1955 vzniklo zámořské teritorium Francouzská jižní a antarktická území do kterého byl Île de la Possession společně s ostatními Crozetovými ostrovy začleněn.
Ostrov neměl nikdy trvalé obyvatele, žili tam jen ztroskotanci a přechodně pobývající lovci. V roce 1962 začala Francouzská republika s výstavbou vědecké základny, která se od 1964 stala trvalou. Od roku 1969 je pojmenována jménem prvého velitele stanice Alfred Faure. Nachází se poblíž zátoky Marin Bay, na jediném vhodném místě k zakotvení lodi.

## Klima
Podnebí je na ostrově subarktické, velmi vlhké a větrné. Prší téměř 300 dnů v roce, ročně spadne asi 2500 mm srážek. Téměř po dobu 100 dnů vanou silné západní větry (řvoucí čtyřicítky) o rychlostí přes 100 km/h. Oceán v těchto místech nezamrzá, teplota na břehu v tamní zimě jen zřídka klesne pod 0 °C a v létě může ojediněle dosáhnout až +20 °C.

## Flora a fauna

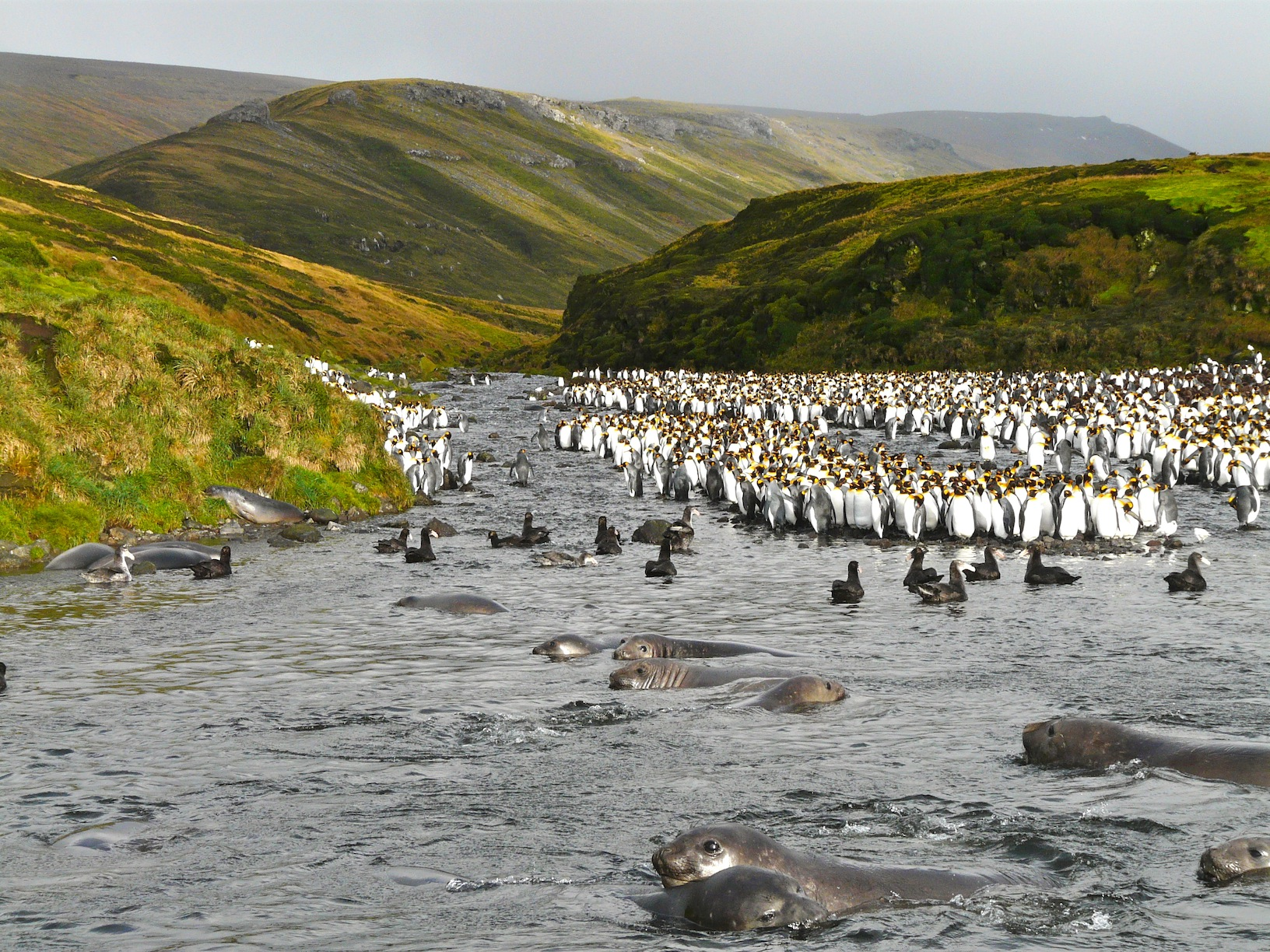
Zástupci místní fauny

V prostředí kde je nedostatek půdního dusíku a půda je nestabilní je ostrov na cévnaté rostliny poměrně chudý. Sporá vegetace se objevuje do vzdálenosti cca 150 m od pobřeží a dále jen v mokřadních údolích a rašeliništích. Ve vyšších nadmořských výškách se objevují na chráněných místech jen mechy (21 rodů) a lišejníky.
Nerostou zde žádné stromy nebo keře, z 18 rostoucích krytosemenných rostlin je 15 typických pro tyto zeměpisní šířky.
Vyskytují se zde: Acaena magellanica, Agrostis magellanica, Azorella selago, Callitriche palustris, Colobanthus kerguelensis, Cotula plumosa, Crassula moschata, Deschampsia antarctica, Galium antarcticum, Juncus pusillus, Juncus scheuchzerioides, Limosella australis, Montia fontana, Poa cookii, Pringlea antiscorbutica, Ranunculus biternatus, Ranunculus moseleyi a Uncinia compacta.
Ve vlhkých údolích pokrytých mechy lze ještě nalézt kapraďorosty:
Blechnum penna-marina, Huperzia saururus, Grammitis megallanica, Hymenophyllum peltatum, a Lycopodium magellanicum.
Nežijí zde žádní savci a proto zde mohou ve velkých koloniích hnízdit ptáci, někteří na přímořských rovinkách, jiní na strmých skaliskách. Z tučňáků zde pravidelně zakládají hnízdiště tučňák oslí, tučňák patagonský, tučňák skalní a tučňák žlutorohý. Z mořských ptáků, kteří tráví svůj život nad mořskou hladinou a na pevninu se vracení jen kvůli vyvedení mladých, to jsou hlavně: albatros hnědý, albatros stěhovavý, albatros světlohřbetý, buřňák bělobradý, buřňák černobílý, buřňák Hallův, buřňák obrovský, chaluha velká, kormorán modrooký, ostralka kerguelenská, racek jižní, rybák jižní a rybák kerguelenský. Snad jediným ptákem který z ostrova neodlétá a stráví na něm celý svůj život je štítonos černozobý.
Pro ochranu vzácné flory a fauny byl ostrov prohlášen za přírodní rezervaci a vstup na ostrov je možný jen na povolení.